# عادل أزباج
عادل أزباج (بالفرنسية: Adil Azbague)‏ (5 يناير 1995 ببويس برنارد في فرنسا - ) هو لاعب كرة قدم فرنسي في مركز الوسط.

## روابط خارجية
- عادل أزباج على موقع رابطة كرة القدم الفرنسية للمحترفين (الإنجليزية)
- عادل أزباج على موقع قاعدة بيانات كرة القدم.إي يو (الإنجليزية)